# Bafai
Bafai (nep. बफै)– gaun wikas samiti w środkowej części Nepalu w strefie Dźanakpur w dystrykcie Dhanusa. Według nepalskiego spisu powszechnego z 2011 roku liczył on 551 gospodarstw domowych i 2921 mieszkańców (1526 kobiet i 1395 mężczyzn).